# Тори (остановочный пункт)
Тори (эст. Tori raudteepeatus) — бывший остановочный пункт в посёлке Тори на линии Таллин — Пярну. Находится на расстоянии 117,4 км от Балтийского вокзала.

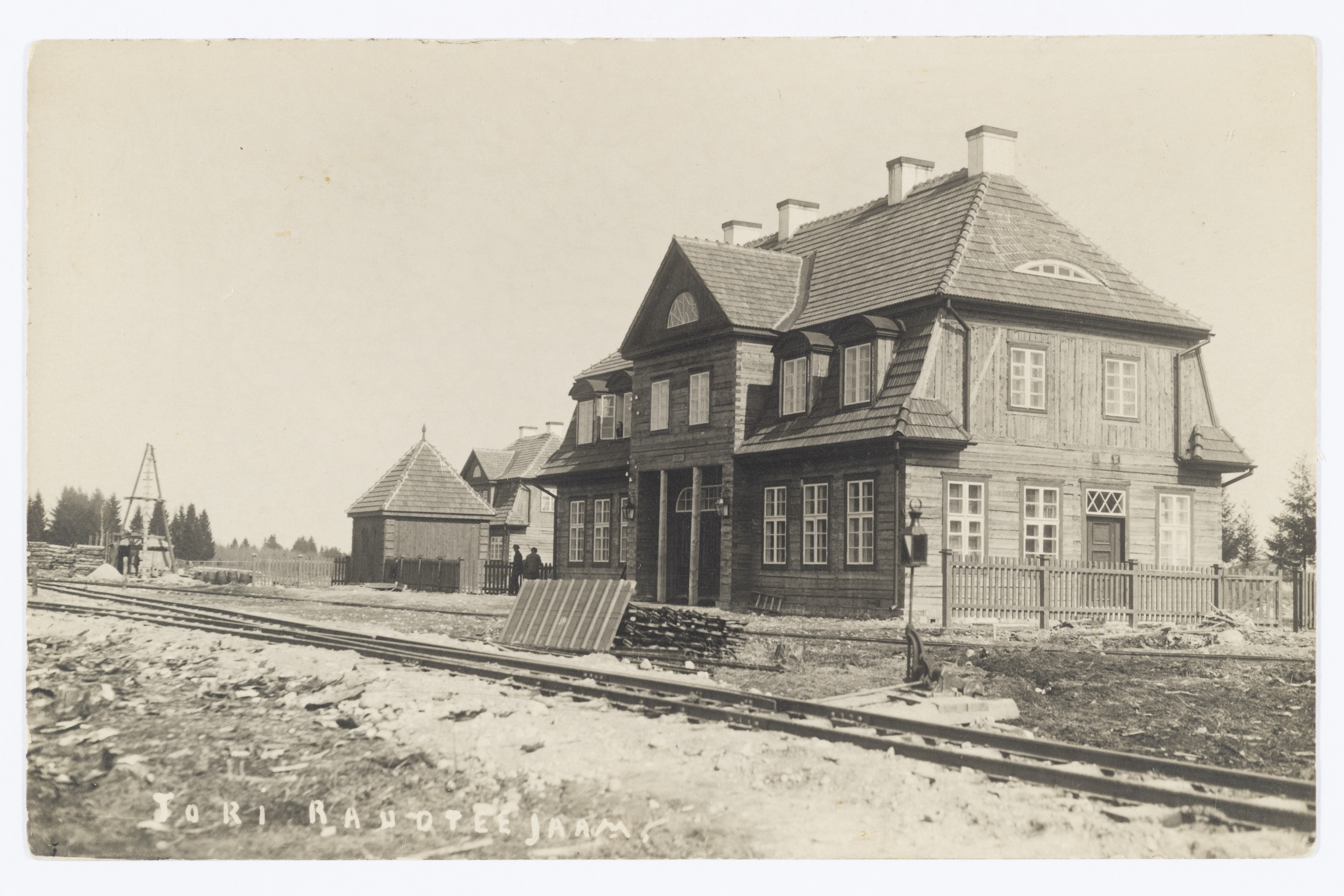
Железнодорожный вокзал Тори, 1930-е годы

На остановке Тори расположен низкий перрон и один путь. На остановке останавливались пассажирские поезда, курсировавшие между Таллином и Пярну. Из Таллина на остановку Тори поезд шёл 1 час и 51—58 минут.